# كلية الخدمة الاجتماعية (جامعة أسوان)
كلية الخدمة الاجتماعية جامعة أسوان أنشئت منذ عام 1995 كإحدى كليات جامعة جنوب الوادي فرع أسوان. وقد تخرجت أول دفعة منها عام 1999-2000.

## أهداف الكلية
تقوم بإعداد الكوادر البشرية المؤهلة عمليا وأكاديمياً للوفاء بحاجة محافظة أسوان وغيرها من المحافظات الأخرى في مجال الخدمة الاجتماعية، هذا بالإضافة إلى بدء قيام الكلية بتنفيذ برامج لتأهيل الخريجين  في  المجالات المدرسية والتنموية والتي من المستهدف أن تمتد لمجالات أخرى، وتقديم برامج تعليمية في مجال الدراسات العليا لخريجي الكلية وغيرها من الكليات والمعاهد الأخرى، والمساهمة في تطوير خدمات المجتمع المدني. ولن يتأتى لها القيام بهذا الدور الهام والحيوي إلا من خلال تحسين جودة الخدمات التي تقدمها وبشكل خاص تحسين وتطوير البرامج الدراسية والمقررات الدراسية وتطوير البحوث والدراسات العلمية والاجتماعية ، ووضع آلية لتطوير أنشطة الكلية في مجال خدمة المجتمع وتنمية البيئة، بما يؤدي في نهاية الأمر إلي إنشاء نظام داخلي لتوكيد الجودة بكلية الخدمة الاجتماعية بأسوان جامعة جنوب الوادي. مستمر ومتجدد.

## أقسام الكلية
- خدمة الفرد
- خدمة المجتمع
- تنظيم المجتمع
- التخطيط الأجتماعي
- مجالات الخدمة الأجتماعية